# Metagonia toro
Metagonia toro är en spindelart som beskrevs av Huber 1997. Metagonia toro ingår i släktet Metagonia och familjen dallerspindlar.
Artens utbredningsområde är Panama. Inga underarter finns listade i Catalogue of Life.